# 듀메릴왕도마뱀
듀메릴왕도마뱀(Varanus dumerilii)은 뱀목 왕도마뱀과에 속하는 왕도마뱀의 일종이다.

## 분포
인도네시아(수마트라섬, 방카섬, 블리퉁섬, 보르네오섬), 태국 남부, 말레이시아, 미얀마 남부에 서식한다.

## 형태
최대 몸길이는 142cm이다. 몸색깔은 회갈색이고, 희미한 밝은 갈색의 가로무늬가 있다. 눈 주위에서 목에 걸쳐서 검은 근모(筋模)모양이 있다. 네 다리에는 갈고리 모양으로 된 발톱이 있으며, 발톱을 나무에 걸어서 오를 수 있다. 부화 직후의 새끼는 몸색깔이 검고, 하얀 가로무늬가 있다. 또 머리는 오렌지색이다. 두 아종으로 나뉘어 있지만, 현재는 개체차이의 범주로써 아종을 인정하지 않는 의견이 지배적이다.?

## 생태
열대우림이나 습지, 맹그로브 숲에 서식한다. 발톱을 사용하여 자주 나무에 오르며, 물속에서 수영하는 경우도 있다. 천적에게 습격당했을 때에도 나무에 오르거나 물로 뛰어들어 피한다. 식성은 육식이고, 곤충류, 절지동물, 갑각류, 어류, 개구리, 파충류나 그 알, 조류나 그 알, 소형 포유류 등을 먹는다. 번식형태는 난생이고, 사육 하에서는 한 번에 최대 23개의 알을 낳았던 기록이 있다.

## 참고 문헌
- Photo of Dumeril's Monitor at Whozoo.org
- 『爬虫類・両生類800図鑑　第3版』、ピーシーズ、2002年、67頁。
- Go!!Suzuki 『爬虫・両生類ビジュアルガイド　オオトカゲ&ドクトカゲ』、誠文堂新光社、2006年、102-103頁。